# 劉易斯縣 (愛達荷州)
劉易斯縣（英語：Lewis County）是美国爱达荷州西北部的一個縣，面積1,243平方公里。根據2020年美國人口普查，共有人口3,533人。縣治內茲佩爾塞（Nezperce）。該縣成立於1911年3月3日，縣名紀念軍人、探險家梅里韦瑟·刘易斯。